# Jonas Zethsen
Lars Jonas Peter Johannes Zethsen (* 6. Juli 1881 in Appat; † unbekannt) war ein grönländischer Landesrat.

## Leben
Jonas Zethsen war der Sohn des Kolonisten Niels Johannes Jakob Zethsen (1845–?) und seiner Frau Ane Lucie Eva Eleonora (1849–?). Er heiratete am 16. August 1901 in seinem Heimatort Marie Dorthea Beate Jensen (1882–?). Aus der Ehe ging unter anderem die Tochter Nielsine Abelone Martha Zethsen (1916–1944), die mit dem Künstler Kâle Rosing (1911–1974) verheiratet war.
Er war als Jäger tätig. 1916 wurde er in den nordgrönländischen Landesrat gewählt. 1923 wurde er wiedergewählt. 1926 schied er nach zwei Legislaturperioden aus dem Landesrat aus.